# Europeiska unionens återhämtningsinstrument
Europeiska unionens återhämtningsinstrument, även känt som Next Generation EU (NGEU) och EU:s coronafond, är ett instrument på 750 miljarder euro för att stödja återhämtningen av Europeiska unionens ekonomi i spåren av coronavirusutbrottet 2020–2021 i Europa. Instrumentet föreslogs av Europeiska kommissionen i slutet av maj 2020 efter att Frankrike och Tyskland hade presenterat ett förslag till en återhämtningsfond. I kommissionens ursprungliga förslag skulle 500 miljarder euro avsättas i form av bidrag för att stödja återhämtningen inom unionen och 250 miljarder euro i form av lån. Europeiska rådet enades vid sitt toppmöte i juli 2020 om ett instrument på totalt 750 miljarder euro i enlighet med kommissionens förslag, men med 390 miljarder euro i bidrag och 360 miljarder euro i lån. Huvuddelen av instrumentet kommer att användas till att finansiera faciliteten för återhämtning och resiliens, som syftar till att investera i den gröna och digitala omställningen av Europa. Andra delar av instrumentet kommer att gå till bland annat landsbygdsutveckling, reactEU, rescEU, investEU och Horisont Europa. Instrumentet väntas finansieras genom lån på finansmarknaden som upptas av unionen i sin helhet.
Beslutet om inrättandet av återhämtningsinstrumentet godkändes med kvalificerad majoritet i Europeiska unionens råd den 14 december 2020. Beslutet förutsatte även att beslutet om systemet för unionens egna medel, som antogs av rådet samma dag, godkändes av alla medlemsstater i enlighet med deras respektive konstitutionella bestämmelser. Det sistnämnda beslutet trädde i kraft den 1 juni 2021 med retroaktiv verkan från den 1 januari 2021.
Återhämtningsinstrumentet finansieras genom lån, som tas upp av kommissionen på finansmarknaden. I mitten av april 2021 antog kommissionen bestämmelser för hur upplåningen skulle gå till. Den första upplåningen genomfördes den 15 juni 2021 då kommissionen tog upp lån på 20 miljarder euro. Den 12 juli 2021 godkändes de första nationella återhämtnings- och resiliensplanerna. Den 3 augusti 2021 utbetalades de första medlen från återhämtningsinstrumentet.
Coronafonden förhandlades fram i samband med EU:s långtidsbudget för 2021–2027. Genom beslutet fick Europeiska kommissionen möjlighet att låna upp pengar till att finansiera bidrag och lån till medlemsstater i spåren av pandemin. Upplåningen ska sedan återbetalas under en 30-årsperiod genom att medlemsstaterna betalar förhöjda avgifter till EU under denna tid och genom att medlemsstaterna återbetalar de lån de erhållit från EU inom ramen för instrumentet.
Under 2023 presenterade Europeiska revisionsrätten en granskning av återhämtningsinstrumentet där det beskrevs som en ”lovande start” samtidigt som ytterligare anpassningar till bästa praxis efterlystes.

## Beståndsdelar
Återhämtningsinstrumentet består av följande delar:
| Beståndsdel                                | Lån (mdr euro) | Bidrag (mdr euro) | Totalt (mdr euro) |
| ------------------------------------------ | -------------- | ----------------- | ----------------- |
| Faciliteten för återhämtning och resiliens | 360,0          | 312,5             | 672,5             |
| ReactEU                                    |                | 47,5              | 47,5              |
| Horisont Europa                            |                | 5,0               | 5,0               |
| InvestEU                                   |                | 5,6               | 5,6               |
| Landsbygdsutveckling                       |                | 7,5               | 7,5               |
| Fonden för en rättvis omställning          |                | 10,0              | 10,0              |
| rescEU                                     |                | 1,9               | 1,9               |
| Totalt                                     | 360,0          | 390,0             | 750,0             |

## I Sverige
I Sveriges riksdag fick fonden stöd av Regeringen Löfven II (Socialdemokraterna och Miljöpartiet) samt samarbetspartierna Centerpartiet och Liberalerna. Sverigedemokraterna och Vänsterpartiet röstade nej. Moderaterna och Kristdemokraterna avstod. Proposition gick igenom trots att bara en minoritet röstade för den.
I Slöseriombudsmannens årliga omröstning utsågs Coronafonden till årets värsta slöseri 2021. Josefin Utas sade att fonden innebar ett stort och långtgående åtagande med mycket liten positiv effekt för Sveriges del, och att frågan ifall Sverige skulle godkänna coronafonden eller inte hade givits för litet utrymme.